# Xã Nodaway, Quận Page, Iowa
Xã Nodaway (tiếng Anh: Nodaway Township) là một xã thuộc quận Page, tiểu bang Iowa, Hoa Kỳ. Năm 2010, dân số của xã này là 6.148 người.